# Laffit Pincay Jr.
Laffit Alejandro Pincay Jr. (Ciudad de Panamá, 29 de diciembre de 1946) es un jockey panameño retirado. Compitió principalmente en hipódromos de Estados Unidos.

## Carrera
Es hijo del también jinete panameño Laffit Pincay, empezó su carrera como jinete en Panamá y en 1966 Fred W. Hooper y el agente Camilo Marín lo patrocinaron para viajar a Estados Unidos y montar caballos por contrato. Comenzó su carrera en el hipódromo Arlington Park en Chicago y ganó ocho de sus primeras once carreras. Durante su carrera, Pincay Jr. fue elegido en 1970 para el prestigioso premio para Jockeys George Woolf Memorial que honra a los jinetes que poseen una carrera y conducta personal que ejemplifica lo mejor de los participantes en el deporte de las carreras de pura sangres. En 1996 fue elegido para el premio Mike Venezia Memorial por "extraordinario deportista y ciudadano". Ha ganado el premio Eclipse como el mejor jockey en cinco ocasiones y fue escogido como el principal jockey en Estados Unidos en siete oportunidades.
- Datos: Q11347246